# ノリリスク・ニッケル
ノリリスク・ニッケル（ロシア語: ГМК «Норильский никель»、ラテン文字表記の例：MMC Norilsk Nickel）は、ロシアの非鉄金属生産企業。ニッケル・パラジウムの生産において世界最大手であり、主にロシア北部のノリリスク-タルナフ地域で採掘・製錬を行う。2009年のニッケル生産量は30万1千トンで世界全体の22％、パラジウム生産量は280万オンスで世界の38％であった。白金や銅、コバルトなどの生産も手掛け、特に白金では子会社である米モンタナ州ビリングスのスティルウォーター・マイニング社（en）の生産量と併せ世界の4大生産者のひとつであり、銅の生産量でも世界10位以内に入る。なお企業名頭のГМК（MMC）はГорно-металлургическая компания（Mining and Metallurgical Company、採掘冶金会社の意）の略称で、日本語では省略され「ノリリスクニッケル」或いは「ノリリスク社」などとも表記される。
NASDAQとRTS株式市場に上場しており、オリガルヒとして知られるインターロス社のウラジーミル・ポターニンとルサール社のオレグ・デリパスカがノリリスク・ニッケル株の25％超をそれぞれ保有している。2010年12月、ノリリスク・ニッケルはルサール保有株を120億ドルで買い戻すことを提案したが拒否されたことが報じられた。

## 沿革

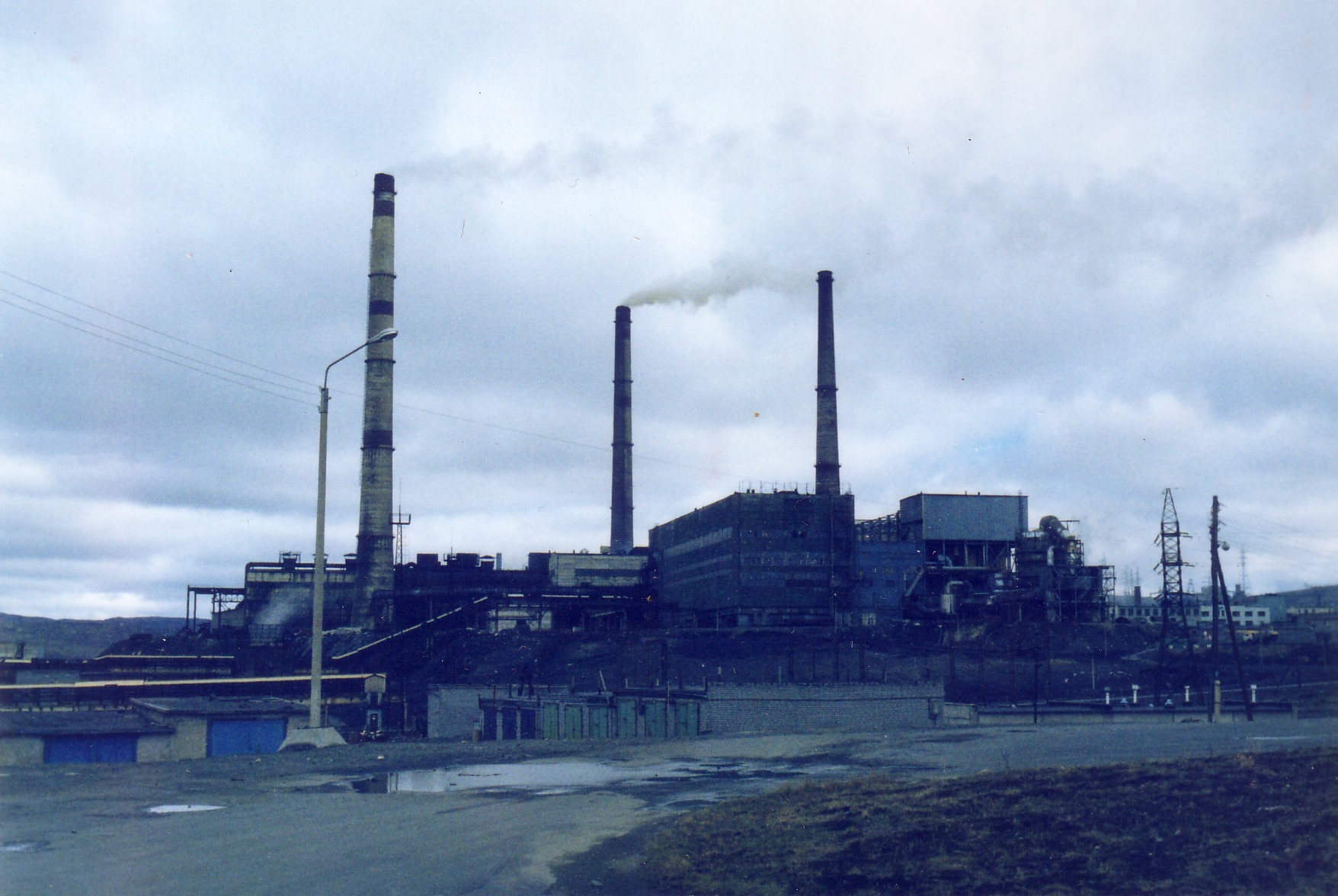
ムルマンスクにあるノリリスク・ニッケル社のニッケル精錬工場

ノリリスク近郊での鉱業生産は1920年代に始まった。1935年、ソ連政府はノリリスク・コンビナートを創設し、当時の内務人民委員部に管理を委ねた。1943年、ノリリスクは年間4000トンの精製ニッケルを生産し、1945年の目標生産量を年間10,000トンに定めた。鉱業及び金属生産業は初めグラーグ（ソ連強制収容所の管理部門）によって強制労働に従事させられた人々を労働力として操業されていたが、比較的高給であったことから次第に自発的な労働者が多数を占めるようになった。
ソ連崩壊後の1993年に株式会社RAO ノリリスク・ニッケルが設立された。2年後の1995年、ニッケル価格が低迷する中、当時のレートで毎日200万ドルの経費がかかり多額の負債を抱えていたノリリスク・ニッケルは、民間企業インターロスに譲渡された。1997年、民間移行の手続きが終わるころには同社は利益を生み、従業員に賃金を払える会社に変貌を遂げていた。今日では平均賃金は月1000ドルを超え、従業員は年2-3カ月は休暇を取得することができるまでに労働環境は改善したが、それでもなおノリリスクの労働及び生活環境は依然として厳しい。
2002年からは金鉱山資産の買収を始め、2005年にはポリウス・ゴールド社を立ち上げた。
2003年、ノリリスク・ニッケルは米スティルウォーター・マイニング社を傘下に置いた。同社は米国唯一のパラジウム生産業者であり、モンタナ州スティルウォーター郡では白金族金属の採掘場を操業している。2010年11月、ノリリスク・ニッケルはスティルウォーター・マイニング社を売却すると発表した。
2007年、ノリリスク・ニッケルはロシア国外の鉱山や精錬所を多数買収し、オーストラリア、ボツワナ、フィンランド、南アフリカ、アメリカなどにまたがる多国間操業体制を構築した。2007年7月28日、当時ニッケル生産量世界第10位であったカナダのLionOre Mining International Ltd社株の90％を取得した。この買収（64億米ドル相当）はロシア企業が外国企業を買収した事例としては過去最大であり、この買収の結果ノリリスク・ニッケルは世界最大のニッケル生産企業となった。

## ノリリスク-タルナフ鉱床

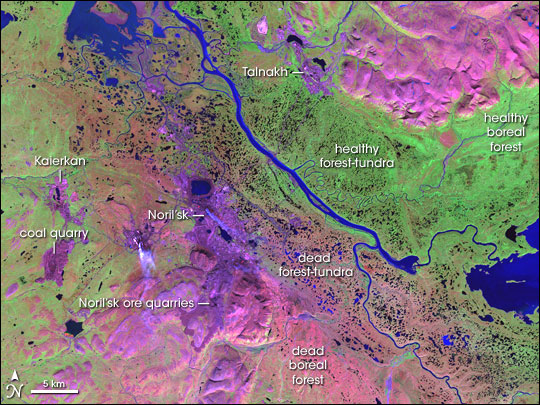
ノリリスク近郊の着色衛星写真。ピンク色～紫色の部分は裸地（岩肌や礫・土砂が露出している土地・都市部・汚染によって植物が存在しなくなった土地）。

ノリリスク-タルナフ近郊には、世界最大のニッケル・銅・パラジウム鉱床がある。この鉱床は、約2億5000万年前（P-T境界）の大規模な火山活動によってシベリア・トラップと呼ばれる巨大火成岩岩石区が形成された際に出来たものである。この火山活動によって100万km3以上の溶岩が噴出したとされているが、その大部分がノリリスク-タルナフ近郊の山脈地下に分布する。なお古生代後期のペルム紀末の大量絶滅は、このシベリア・トラップを形成した火山活動が一因とする説もある。
火山活動でマグマが噴出し硫黄と結合して硫鉄ニッケル鉱や黄銅鉱などの硫化鉱物を形成するが、これら硫化鉱物は噴出し続けるマグマ流によって"洗われ"て、ニッケル、銅、白金、パラジウムなどとなる。同鉱床の埋蔵量は18億トン以上ともいわれており、現在地下1200mまでの層が地表からの坑道掘りによって採掘されている。探鉱は地表から1000m以上まで電磁探査によって行われ、この結果地下1,800m以上までニッケル鉱床が広がっていることが確認されている。

## 生産部門
ノリリスク・ニッケル社の主力生産部門は、現在以下の6部門である:
- MMCノリリスクニッケル 極地部門（Polar Division） - タイミル半島での生産を主とする同社の主力部門。
- コラMMC社 - コラ半島での採掘・精錬所を操業する（以前ニケリとザポラールニィという町にあり、現在モンチェゴルスクという町にあるペチャンガニッケルとセヴェロニッケル・コンビナートを含む）。
- スティルウォーター・マイニング社 - 北米での採掘・製錬。
- ノリリスク・ニッケル・ハルヤヴァルタ社 - フィンランド唯一のニッケル精錬所。2007年 OMグループから購入した。
- ノリリスク・ニッケル・アフリカ社 - ボツワナ（Tati Nickel社株の85％）と南アフリカ（Nkomati社株の50％）で操業。LionOre社より購入。
- ノリリスク・ニッケル・オーストラリア社 - オーストラリア西部の鉱山および関連施設を複数所有していたが、現在それらの施設はすべて「経済環境の悪化により、無期限で操業を停止中」である。

## 環境問題

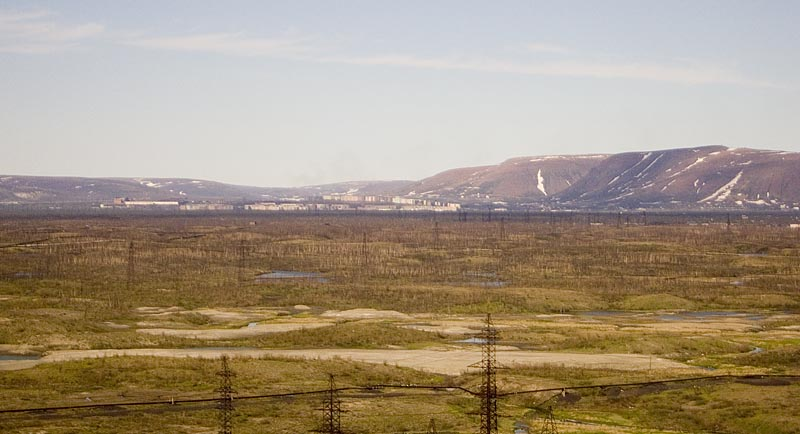
ノリリスク市近郊の風景

ノリリスク・ニッケル社は大気汚染・土壌汚染や水質汚濁といった環境問題を長年にわたり抱えてきた。
同社は鉱石を主にノリリスクの精錬所で精錬しているが、その過程において酸性雨やスモッグといった重大な公害を招いてきた。地球全体の二酸化硫黄排出量の1％がノリリスクから排出されたものと推定する意見もある程である。また、重金属による土壌汚染も深刻で、汚染が進んだ結果土壌そのものに採掘可能な量の白金とパラジウムが含まれてしまっている。
同社のコラ半島での生産よる公害は、国境の近いノルウェーにも影響を与えており、ノルウェー政府は1990年から汚染浄化のため財政援助することを提案しているが、汚染の要因が多すぎることなどもあり実現していない。
2007年、ロシア連邦天然資源監督庁（ロシア語：Росприроднадзор、英語：Rosprirodnadzor ）は、ノリリスク市民が同市での鉱業生産活動により水質が悪化したとして嘆願書を提出したことを受け、ノリリスク市の水試料を採取し水質検査をすることとした。コメルサント紙の取材をうけ、同庁オレグ・ミトヴォル長官は水質検査の結果は2007年8月末までに準備できると述べた。またノリリスク・ニッケル社の広報は同社が環境活動に対して190億ルーブル以上既に出費しており、さらに2015年までに10億ルーブルを出費するとのコメントを出した。また別の記者が政府関係者に対し、ノリリスク・ニッケル社は検査の結果がいかなるものになろうともそれを認めるかと尋ねたところ、政府関係者は約束も予測もできないと答えた。
ノリリスクの環境問題は何十年も続いているが、過去10年つまり経営陣が現職に交代してからも改善の動きは見られない。2004年当時、ミハイル・プロホロフは「ノリリスク・ニッケルはあらゆる環境問題を5年から6年の間に解決することができる」と語っていたが、2008年になると「2011年または2015年までには」と修正している。また「ノリリスク・ニッケル社は近代化のための事業と投資に対して社会的責任がある」とも述べた。
ノリリスク・ニッケル社は、大気汚染の主な因子の排出量を削減しようと努力はした。2006年、同社は排気ガス・粉塵の回収及び除去システムに500万ドル以上投資したことを発表した。大気汚染防止計画に140万ドル程出資したことも明らかとなった。しかしながら、公式統計では排出量は依然として非常に多い。2006年、国際的NPOのブラックスミス研究所はノリリスクを恐怖の町と名付け、ノリリスクは世界で最も汚染された町のひとつであるとした。同社は抗議文を出したが、公害の現状が変わったわけではない。同地方の環境問題専門家によると、汚染のレベルは下がったものの、二酸化硫黄、硫化水素、フェノール、ホルムアルデヒド、粉塵の量はむしろ増えている。ニッケルと銅のレベルは50％になり、有病率に大きな変化は無いが、死亡率は減少している。

## 関連組織
ノリリスク・ニッケルの支配株主は、モスクワの持株会社大手インターロス社であり、2010年12月の時点でノリリスク社株の30％超を保有している。ロシアのアルミ大手ルサール社も同社株の25％超を持つ。その他の関連組織として、ノリリスク・ニッケル社施設の設計と建設を手掛けたサンクトペテルブルクにあるギプロニッケル研究所があり、同研究所はノリリスク・ニッケルとの関係を生かし金属工学のあらゆる分野において調査研究を行っている。ノリリスク・ニッケル社はニッケル・パラジウムの主な積出港としてドゥディンカ港を利用している。

## ライバル企業
ニッケル及びパラジウムの生産においては、ブラジルの資源企業最大手ヴァーレのカナダ子会社ヴァーレ・カナダ（ニッケル世界第2位）、豪英系の資源大手BHPグループ（ニッケル世界第3位）、南アフリカで白金族金属の採掘・生産を行うアングロ・プラチナ（アングロ・アメリカン傘下）などがノリリスク・ニッケルの競争相手である

## 海運
ノリリスク・ニッケル社はノリリスク周辺に散在する鉱山・精錬所からの貨物や半加工製品を鉄道駅と連結した港まで運び自社船団をつかって世界各地へ輸送しており、2008年には砕氷船の新造船5隻を発注した